# Geografía política de Argentina
La  República Argentina es un país ubicado en América del Sur, más específicamente en el Cono Sur. Tiene 2 780 400 km² de extensión, lo que lo convierte en el octavo país más grande del mundo, el más grande de habla hispana y el segundo más extenso de Sudamérica, solo superado por Brasil. Si se contaran los territorios reclamados o en disputa, Argentina sería el séptimo país más extenso del mundo, superando a la India.
Argentina tiene fronteras de 11 968 km (con cinco países limítrofes: Bolivia, Brasil,  Paraguay, Uruguay y  Chile, destacando esta última, ya que es la tercera frontera más larga del mundo) y una costa de 4989 km. Existen gran cantidad de ríos, especialmente en la zona del Delta del Paraná, la Mesopotamia argentina, el Chaco Austral y el Noroeste argentino, destacando el Paraná, el Salado Norte, el Uruguay, el Iguazú y el Bermejo.
En cuanto a la división política, Argentina esta dividido en 24 jurisdicciones (23 provincias y la Ciudad Autónoma de Buenos Aires que a su vez se dividen en  530 departamentos, partidos y comunas divididos en municipios.

## Puntos extremos
| Puntos extremos de la República Argentina | Puntos extremos de la República Argentina             | Puntos extremos de la República Argentina             | Puntos extremos de la República Argentina | Puntos extremos de la República Argentina |
| Punto cardinal                            | Lugar                                                 | Provincia                                             | Coordenadas                               | Distancias                                |
| ----------------------------------------- | ----------------------------------------------------- | ----------------------------------------------------- | ----------------------------------------- | ----------------------------------------- |
| Norte                                     | Confluencia de los ríos Grande de San Juan y Mojinete | Jujuy                                                 | 21°42′S 66°13′O / -21.700, -66.217        | 3694 km de distancia                      |
| Sur                                       | Cabo San Pío                                          | Tierra del Fuego, Antártida e Islas del Atlántico Sur | 55°03′S 66°31′O / -55.050, -66.517        | 3694 km de distancia                      |
| Este                                      | Bernardo de Irigoyen                                  | Misiones                                              | 26°14′S 53°38′O / -26.233, -53.633        | 1408 km de distancia                      |
| Oeste                                     | Parque nacional los Glaciares                         | Santa Cruz                                            | 50°01′S 73°34′O / -50.017, -73.567        | 1408 km de distancia                      |

## Fronteras

### Frontera argentino-brasileña
Esta frontera de 1132 km (que algunas fuentes dicen en 1132 km o 1 236, 20 aprox.), cuenta con apenas 25,10 de frontera húmeda es  con los estados de: Río Grande do Sul, y Paraná, mientras que las provincias que limitan con Brasil son: Misiones y Corrientes, contando con algunas ciudades importantes como Puerto Iguazú con Foz do Iguaçu (En la Triple Frontera con Paraguay), Bernardo de Irigoyen con Barracão y Dionísio Cerqueira, entre otros.

### Frontera argentino-boliviana
Esta frontera de 942 km (que algunas fuentes dicen en 742) es con los departamentos de: Tarija y Potosí, mientras que  las provincias argentinas que limitan con Bolivia son: Salta y Jujuy.

Disputa de la Laguna del Desierto entre Argentina y Chile

### Frontera argentino-chilena
Esta frontera de 6691 km (que algunas fuentes dicen 5150, 5308 o 5300) es la tercera más grande del mundo.En ella se encuentra la disputa por el Campo de hielo patagónico sur.

### Frontera argentino-paraguaya
En esta frontera de 2531 km (que algunas fuentes dicen en 1699 o 1690)  limitan: Salta, Chaco, Formosa, Misiones y Corrientes.

### Frontera argentino-uruguaya

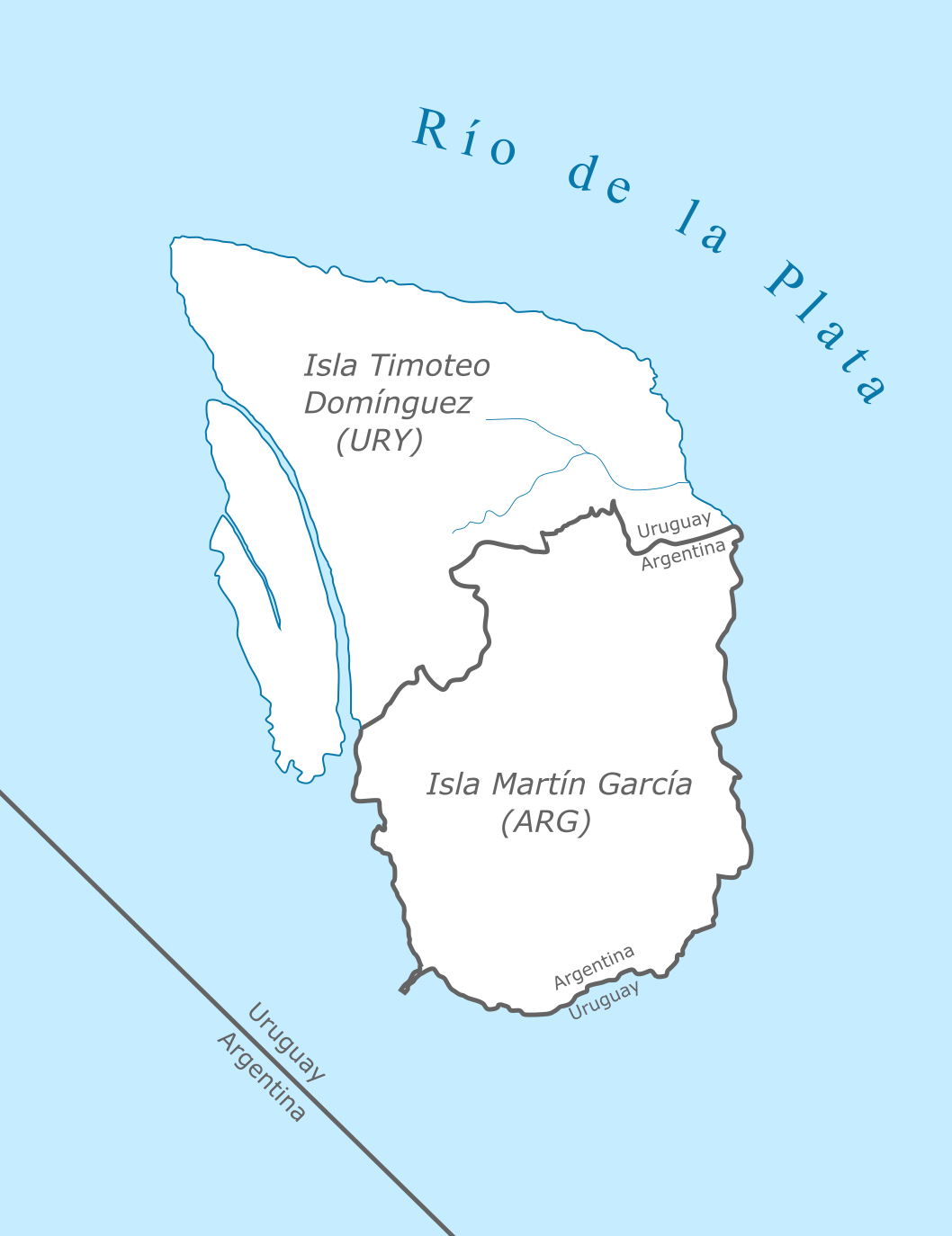
Mapa de la Isla Martín García (llamado Timoteo Dominguez en Uruguay) es un enclave argentino en dicho país, de apenas 1800 mt^{2}

Esta frontera de 541 km (que algunas fuentes dicen en 887 o 495) es la más corta de Argentina, siendo en su mayoría por agua, más específicamente por el  Río de la Plata, donde Argentina tiene 392 km de costa.

#### Enclaves
Por la firma del Tratado del Río Uruguay de 1961 que fijó el límite en este río entre la Argentina y Uruguay, se definió que al sur de la zona del Ayuí ―que es el lugar donde posteriormente se construyó la Represa de Salto Grande―, el límite pasase por el canal más profundo, separando también las islas. Pese a eso, las islas Filomena Grande, Filomena Chica, Palma Chica, Bassi, Tres Cruces, y los islotes Alba y Chingolo, se acordó que perteneciesen a Uruguay por tener población de ese origen, aunque las aguas que las rodean pertenezcan a la República Argentina. De esta manera, esas islas constituyen enclaves de Uruguay en aguas argentinas.

## División política

### Provincias

Mapa de las entidades de segundo y primer nivel en Argentina.

Argentina en Sudamérica y el mundo

| Provincia                                             | Provincia                                             | Población en millones | Superficie en miles (km²) | Capital                     |
| ----------------------------------------------------- | ----------------------------------------------------- | --------------------- | ------------------------- | --------------------------- |
| Salta                                                 | Salta                                                 | 1.214                 | 155                       | Salta                       |
| Buenos Aires                                          | Buenos Aires                                          | 15.625                | 307                       | La Plata                    |
| Buenos Aires                                          | Gran Buenos Aires                                     | 9.916                 | 3                         | -                           |
| Buenos Aires                                          | Interior de Buenos Aires                              | 5.708                 | 303                       | -                           |
| Ciudad de Buenos Aires                                | Ciudad de Buenos Aires                                | 2.890                 | 0.20                      | -                           |
| San Luis                                              | San Luis                                              | 0.432                 | 76                        | San Luis                    |
| Entre Ríos                                            | Entre Ríos                                            | 1.235                 | 78                        | Paraná                      |
| La Rioja                                              | La Rioja                                              | 0.333                 | 89                        | La Rioja                    |
| Santiago del Estero                                   | Santiago del Estero                                   | 0.874                 | 136                       | Santiago del Estero         |
| Chaco                                                 | Chaco                                                 | 1.055                 | 99                        | Resistencia                 |
| San Juan                                              | San Juan                                              | 0.681                 | 89                        | San Juan                    |
| Catamarca                                             | Catamarca                                             | 0.367                 | 102                       | S.F. del Valle de Catamarca |
| La Pampa                                              | La Pampa                                              | 0.318                 | 143                       | Santa Rosa                  |
| Mendoza                                               | Mendoza                                               | 1.738                 | 148                       | Mendoza                     |
| Misiones                                              | Misiones                                              | 1.101                 | 29                        | Posadas                     |
| Formosa                                               | Formosa                                               | 0.530                 | 72                        | Formosa                     |
| Neuquén                                               | Neuquén                                               | 0.551                 | 94                        | Neuquén                     |
| Río Negro                                             | Río Negro                                             | 0.638                 | 203                       | Viedma                      |
| Santa Fe                                              | Santa Fe                                              | 3.194                 | 133                       | Santa Fe de la Vera Cruz    |
| Tucumán                                               | Tucumán                                               | 1.448                 | 22                        | S.M. de Tucumán             |
| Chubut                                                | Chubut                                                | 0.509                 | 224                       | Rawson                      |
| Tierra del Fuego, Antártida e Islas del Atlántico Sur | Tierra del Fuego, Antártida e Islas del Atlántico Sur | 0.127                 | 1.002                     | Ushuaia                     |
| Corrientes                                            | Corrientes                                            | 0.992                 | 88                        | Corrientes                  |
| Córdoba                                               | Córdoba                                               | 3.308                 | 165                       | Córdoba                     |
| Jujuy                                                 | Jujuy                                                 | 0.673                 | 53                        | S.S. de Jujuy               |
| Santa Cruz                                            | Santa Cruz                                            | 0.273                 | 243                       | Río Gallegos                |

## Ubicación
| Noroeste: Chile / Bolivia | Norte: Bolivia / Paraguay                                              | Nordeste: Paraguay / Brasil |
| Oeste: Chile              |                                                                        | Este: Brasil · Uruguay      |
| Suroeste: Chile           | Sur: Canal de Beagle / Mar de Hoces (sector del océano Atlántico Sur). | Sureste: Océano Atlántico   |

Argentina está ubicada en el extremo meridional de Sudamérica, perteneciendo al Cono Sur. Limita al norte con Bolivia y el Paraguay, al sur limita con Chile y el Océano Atlántico, al este limita con el Brasil,el Uruguay y el Océano Atlántico, mientras que al oeste limita con Chile.
Su antípoda (el lugar más alejado de otro) es Zhendong en la República Popular China, a 20 000 km de distancia de Buenos Aires.
Argentina se ubica en el Hemisferio Sur (es decir, que está al sur del Ecuador) y en el Hemisferio Occidental (es decir, que está ubicado al oeste del meridiano de Greenwich).

## Hidrografía

### Lagos
Los lagos más grandes de Argentina son:
1. Lago Argentino, con 1415km2
2. Lago Viedma, con 1088km2
3. Lago Colhué Huapi, con 803km2
4. Lago Nahuel Huapi, con 550km2
5. Lago Cardiel, con 458km2
6. Lago Musters, con 434km2
7. Lago Strobel, con 120km2
8. Lago Huechulaufquen, con 84km2
9. Lago Fontana, con 79km2
10. Lago Traful, con 70km2

### Ríos
| Puesto | Río                              | Longitud (km) | Lugar por donde pasa          | Lugar por donde pasa                                       | Lugar por donde pasa | Imagen | Imagen |
| Puesto | Río                              | Longitud (km) | País(es)                      | Provincia(s)                                               | Mapa                 | Mapa   | Foto   |
| ------ | -------------------------------- | ------------- | ----------------------------- | ---------------------------------------------------------- | -------------------- | ------ | ------ |
| 1°     | Río Paraná                       | 4880          | Paraguay · Brasil · Argentina | Misiones Corrientes Chaco Santa Fe Entre Ríos Buenos Aires |                      |        |        |
| 2°     | Río Salado Norte o Río Juramento | 2210          | Argentina                     | Salta Santiago del Estero Santa Fe                         |                      |        |        |
| 3°     | Río Uruguay                      | 1838          | Uruguay · Brasil · Argentina  | Misiones Corrientes Entre Ríos                             |                      |        |        |
| 4°     | Río Iguazú                       | 1320          | Brasil · Argentina            | Misiones                                                   |                      |        |        |
| 5°     | Río Bermejo                      | 1060          | Argentina · Bolivia           | Jujuy Salta Chaco Formosa                                  |                      |        |        |